# قرار مجلس الأمن التابع للأمم المتحدة رقم 743
قرار مجلس الأمن التابع للأمم المتحدة رقم 743، المعتمد بالإجماع في 21 فبراير 1992، بعد أن أعاد المجلس تأكيد القرارات 713 (1991) و721 (1991) و724 (1991) و727 (1992) و740 (1992)، ونظرا لأن الحالة في جمهورية يوغوسلافيا الاتحادية الاشتراكية تشكل تهديدا للسلم والاستقرار الدوليين، أنشأ المجلس بعثة لحفظ السلام في البلد، تعرف باسم قوة الأمم المتحدة للحماية، بهدف التوصل إلى تسوية سياسية سلمية في المنطقة.
وقرر المجلس أيضا نشر القوة لفترة أولية مدتها اثنا عشر شهرا، وقرر كذلك ألا ينطبق حظر الأسلحة على يوغوسلافيا على الأسلحة والمعدات العسكرية الموجهة إلى قوة الأمم المتحدة للحماية. وطلب إلى الأمين العام بطرس بطرس غالي أن يتخذ تدابير لوزع القوة في أقرب وقت ممكن، رهنا بموافقة المجلس، بما في ذلك ميزانية ستعوضها الأطراف اليوغوسلافية جزئيا، ولكنه يلاحظ أن قوة الأمم المتحدة للحماية هي ترتيب مؤقت. وقد نوقش التمويل في الجمعية العامة في 19 مارس 1992. واقتضى القرار أيضا منه أن يقدم تقارير حسب الاقتضاء وليس أقل من كل ستة أشهر، على أن يحين موعد تقديم التقرير الأول في غضون شهرين عن التقدم المحرز في المنطقة.
كما حث القرار 743 جميع الأطراف في المنطقة وطالبها بمراقبة وقف إطلاق النار وكفالة سلامة قوة الأمم المتحدة للحماية، ودعا الأطراف اليوغوسلافية مرة أخرى إلى التعاون مع المؤتمر المعني بيوغوسلافيا. كما طلب تقديم الدعم الدولي للقوة، لا سيما فيما يتعلق بعبور الأفراد والمعدات.
ويتألف القوام الأولي لقوة الأمم المتحدة للحماية، غير المأذون بها بموجب الفصل السابع، من نحو 13,000 جندي، و100 من المراقبين العسكريين، و530 من أفراد الشرطة. وهي ثاني أكبر عملية من عمليات الأمم المتحدة لحفظ السلام في التاريخ، تشمل جميع يوغوسلافيا باستثناء سلوفينيا، وستظل قائمة حتى يدخل اتفاق دايتون حيز النفاذ في 20 ديسمبر 1995.

## وصلات خارجية
- نص القرار في undocs.org